# Теория на дългата опашка
Теория на „дългата опашка“ е концепция, описваща стратегията за продаване на голям брой уникални продукти в сравнително малки количества — обикновено в допълнение към продажбата на по-малко популярни продукти в големи количества (промоции на продукти). Теорията е популяризирана от Крис Андерсън в статия в списание „Wired“ през 2004 година. Успешното прилагане на стратегията в дистрибуцията и инвентаризацията във фирмите позволява да се реализират значителни печалби от продажби на малки количества продукти, които се намират трудно от всеки (тясно нишови продукти), отколкото на големи количества от малко на брой популярни и търсени стоки. Общите продажби на продадените „непопулярни“ стоки се нарича „дълга опашка“.
Терминът „дългата опашка“ се използва от онлайн бизнеса, масмедиите, микро-финансите, ориентираните към потребителя иновации, механизмите на социални мрежи, икономически модели и в маркетинга.